# JRイン札幌
JRイン札幌（ジェイアールインさっぽろ）は、札幌市中央区にあるホテル。

## 沿革
- 2008年（平成20年）：JR北海道グループの新ブランドホテルとなる「JRイン札幌」開業（「株式会社北海道ジェイ・アール・フーズ」運営）[3]。
- 2010年（平成22年）：北海道キヨスクと北海道ジェイ・アール・フーズの合併に伴い、JR北海道ホテルズに運営委託[4]。
- 2013年（平成25年）：株式会社北海道JRインマネジメント設立に伴い、運営移管[5]。

## 施設
客室
- シングルルーム (15 m²)
- ダブルルーム (19 m²)
- ツインルーム (26 m²)
- ユニバーサルルーム (26 m²)

その他
- ラウンジ
- お土産コーナー

## アクセス
- 北海道旅客鉄道（JR北海道）札幌駅西改札口から徒歩4分
- 北海道庁旧本庁舎まで徒歩4分
- 北海道大学まで徒歩5分